# N.R. Sørensen-Egaa
Niels Rasmussen Sørensen(-Egaa) (4. august 1847 i Egå – 4. april 1929) var en dansk gårdejer og politiker.
Han var søn af gårdejer Sørensen; gift m. Johanne Marie Sørensen(-Egaa), f. 2. december 1850 i Elsted. Han var på ophold på Viby og Testrup Højskoler; ejer af gården Sølyst i Egå til 1907, valgt medlem af Landstinget 1898-1906, kongevalgt 1907 (fra Venstrereformpartiet).